# Magyar Alumíniumipari Tröszt

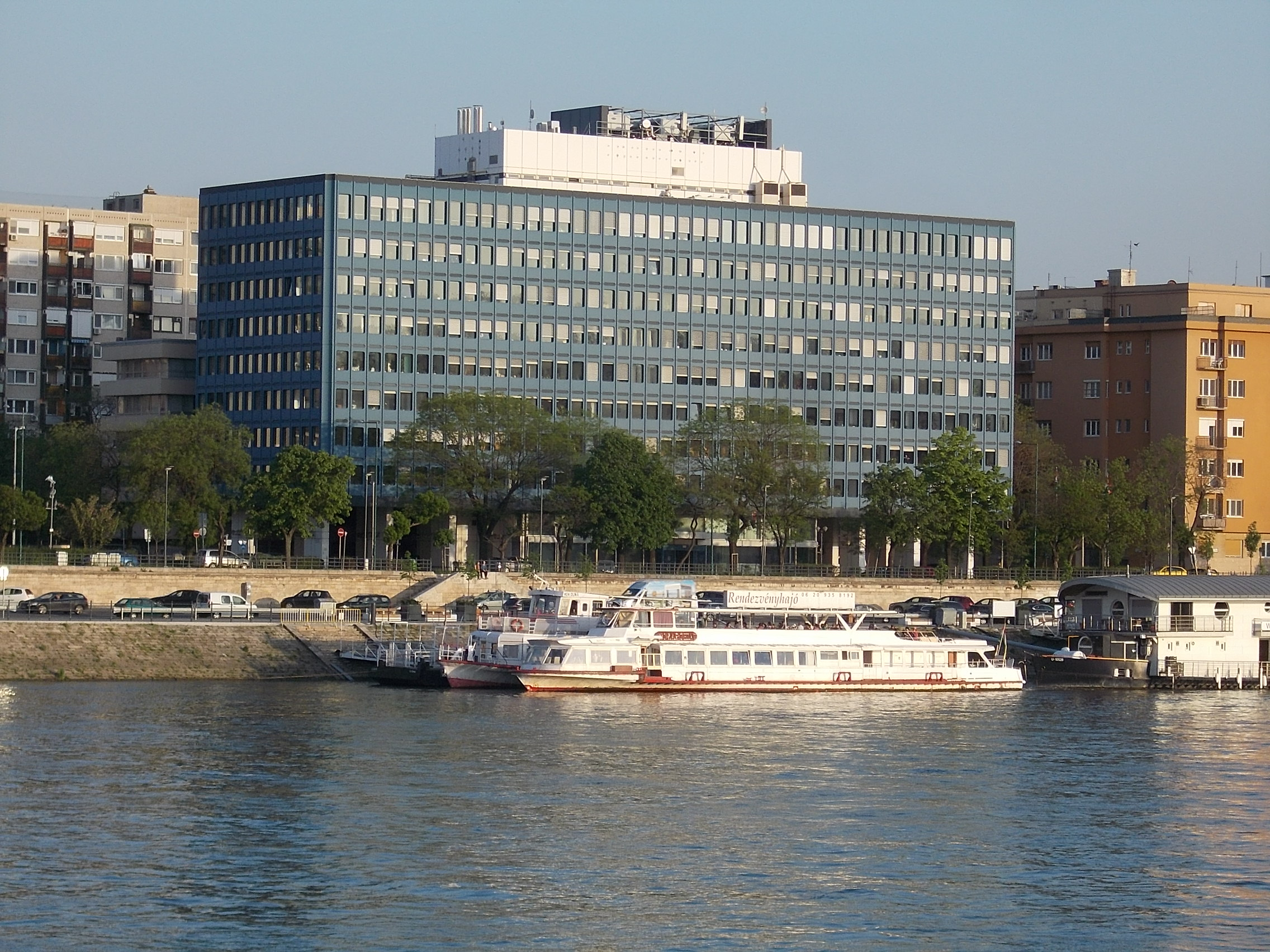
Az egykori székház az Újpesti rakparton

A Magyar Alumíniumipari Tröszt (rövidítve: HUNGALU és MAT) 1963-ban létrehozott gazdálkodó szervezet volt, amely a korabeli gazdaságpolitikában eredetileg a tagvállalatok és az állami gazdaságirányítás között ún. középirányító szerepet töltött be.

## Székháza
Székhelye 1966-tól Budapest XIII. kerületében, a  Pozsonyi út 56. szám alatt volt. Az épületet Mináry Olga tervezte. 2007 óta a Magyar Nemzeti Vagyonkezelő Zrt. működik benne.

## Feladata
Feladata a magyar alumíniumipari vállalatok komplex irányítása volt a bauxit kitermelésétől egészen az alumínium félkész termékek gyártásáig.

## Tagvállalatai
1. Ajkai Timföldgyár és Alumíniumkohó,
2. Almásfüzitői Timföldgyár,
3. Alumíniumipari Gépgyár,
4. Alumíniumipari Kereskedelmi Vállalat,
5. Alumíniumipari Tervező és Kutató Intézet,
6. Alumínium Szerkezet Gyár,
7. Bakonyi Bauxitbánya,
8. Balassagyarmati Fémipari Vállalat,
9. Bauxitkutató Vállalat,
10. Fejér megyei Bauxitbányák,
11. Hódmezővásárhelyi Fémipari Vállalat,
12. Inotai Alumíniumkohó,
13. Kőbányai Könnyűfémmű,
14. Magyaróvári Timföld- és Műkorundgyár,
15. Székesfehérvári Könnyűfémmű,
16. Tatabányai Alumíniumkohó.

## Története
A második világháború után a Potsdami Egyezmény alapján minden Magyarországon lévő német tulajdon a Szovjetunióra szállt, így a bauxit- és alumíniumipari részesedés is. A magyar háborús jóvátétel egy részét is ez az iparág adta. Már az államosításokat megelőzően létrehozták a Magyar–Szovjet Bauxit és Alumíniumipari Rt.-t (MASZOBAL-t) szovjet vezetéssel, ahová integrálták az egész vertikumot (kutatás, feltárás, bányászat, timföldgyártás, kohósítás és feldolgozás).
1954-ben bejelentették, hogy a magyar állam megvásárolta a részvényeket és öt állami vállalatot hoztak létre. Több alkalommal változott a felügyeleti szerv, a vállalatok hatásterülete, míg végül a nehézipari miniszter 1963-ban megalapította a magyar alumíniumipar egységes szervezetét, a Magyar Alumíniumipari Trösztöt. A MAT 1963 és 1967 között középfokú irányító szervként működött. Időközben megkötötték 1960-ban a lengyel–magyar, majd ezt követően 1962-ben a szovjet–magyar timföld-alumínium egyezményt,  ami – a közvéleményben elterjedt nézetek ellenére – nemzetgazdaságilag jövedelmezőnek bizonyult. Az 1962-1990 között hatályos egyezmény szerint az évente kitermelt átlagosan 3 millió tonna bauxitból az Ajkán, Almásfüzítőn és Mosonmagyaróváron gyártott timföldből a szovjet aluminumkohókban készült alumínium Magyarországon hasznosult.
A trösztök jogállásának változásával, 1968 és 1984 között a MAT gazdálkodó szervezet volt, amelynek élén egyszemélyi felelősséggel vezérigazgató állt. (1985 és 1990 között mint gazdálkodó szervezetet, a vezér-igazgató, illetőleg az igazgató tanács vezette.
Mivel a timföld és az alumínium között jelentkező értékkülönbözet kiegyenlítését az adott kor viszonyaik között üzleti vállalkozásként megoldani nem lehetett, 1991. március 31-ig a tröszti vállalatok társaságokká alakultak, míg a MAT pedig 1991. június 30-ai időponttal a MAT az Állami Vagyonügynökség (ÁV Rt.) tulajdonába került. Ezután 100%-os állami tulajdonként 1991 és 1997 között a MAT jogutódaként a HUNGALU Magyar Alumíniumipari Rt. tevékenykedett.